# Томск-ТПУ-120
Томск-ТПУ-120 — российский студенческий космический спутник, относящийся к классу наноспутников. Выполнен на платформе CubeSat 3U.
Томк-ТПУ-120 стал первым российским космическим аппаратом, изготовленным с применением 3D-технологий. Также он является первым в мире космическим аппаратом, корпус которого полностью напечатан на 3D-принтере.
31 марта 2016 года спутник был доставлен на МКС при помощи транспортного корабля «Прогресс МС-02», стартовавшего с космодрома Байконур. В открытый космос был выведен 17 августа 2017 года во время работ в открытом космосе космонавтов Сергея Рязанского и Фёдора Юрчихина.

## Разработка спутника

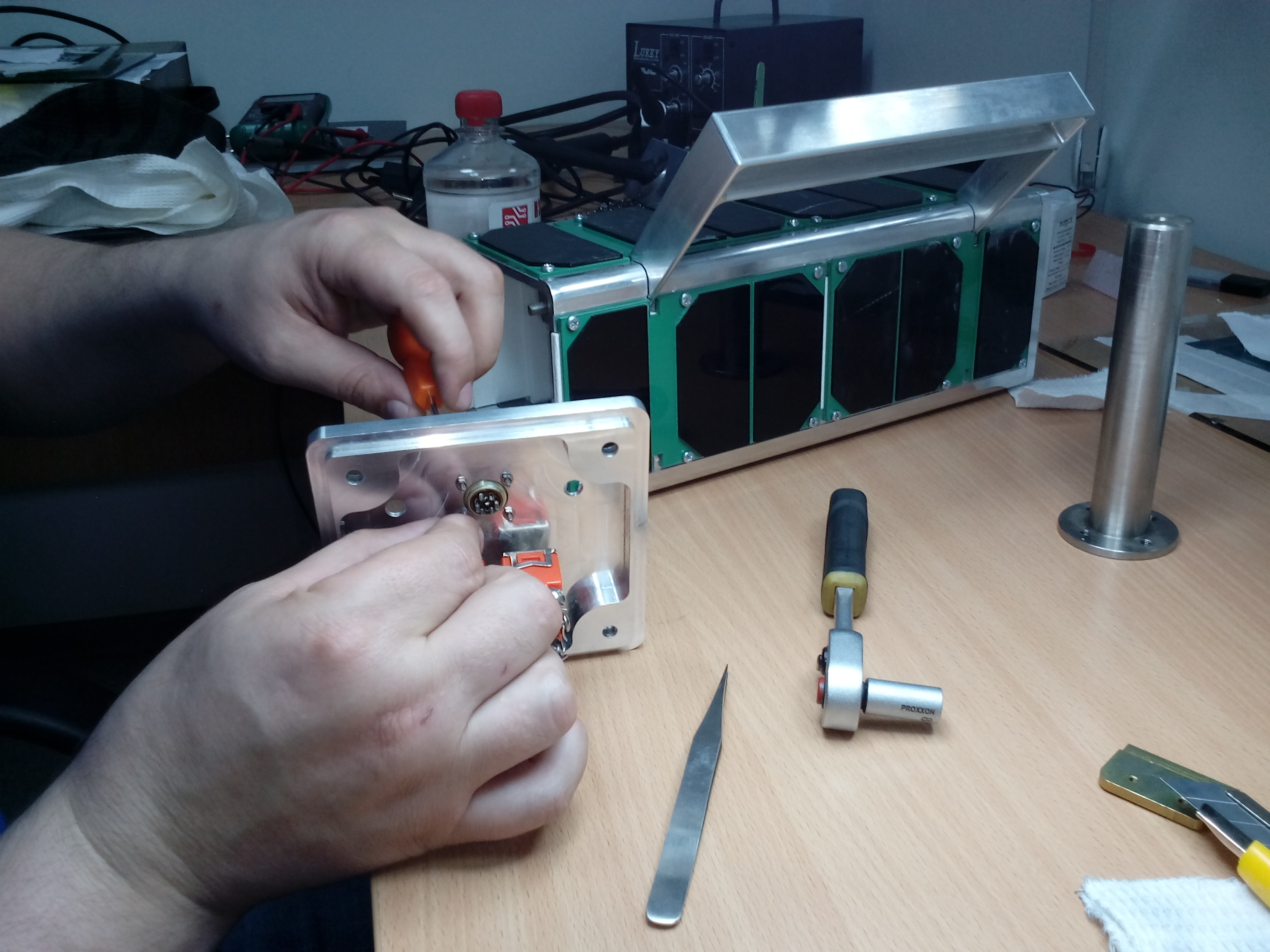
Сборка спутника «Томск-ТПУ-120»

Томск-ТПУ-120 был разработан в рамках программы «РадиоСкаф» на территории научно-образовательного центра «Современные производственные технологии». В разработке спутника также принимали участие РКК «Энергия» и Институт физики прочности и материаловедения СО РАН. Основным разработчиком спутника выступил Томский политехнический университет (ТПУ), работавший в рамках договора с РКК «Энергия».
Спутник был изготовлен в двух экземплярах — основной и резервный. Позднее, после того, как миссия Томск-ТПУ-120 была успешно завершена, сотрудники ТПУ в торжественной обстановке передали в дар московскому Музею космонавтики второй действующий экземпляр спутника. Подарок был передам в музей накануне Дня космонавтики в 2018 году.

## Работа на орбите
Спутник Томск-ТПУ-120 работал на орбите около полугода. Во время своего нахождения на орбите он передавал сигналы, которые могли принимать радиолюбители по всей планете. Для тех, кому удалось выйти на связь со спутником, со стороны ТПУ были приготовлены именные карточки. Сигналы передавались на частоте 437,025 МГц. Позывной спутника — RS4S.
Спутник во время работы на орбите транслировал два основных вида сигналов — рабочие телеметрические данные и запись сообщения, в котором на 11 языках рассказывалось о 120-летии Томского политехнического университета, к юбилею которого и был приурочен запуск спутника.
Спутник находился на орбите вплоть до 20 октября 2019 года, когда он сгорел в плотных слоях атмосферы.